# Велике Пчелице
Велике Пчелице је насељено место града Крагујевца у Шумадијском округу. Према попису из 2022. има 350 становника (према попису из 2011. било је 498 становника). Насеље је основано крајем XVIII века. Под њивама се налази 1220,85 ha, воћњацима 292,18 ha, виноградима 13,33 ha, ливадама 299,63 ha, пашњацима 465,87 ha, тршћацима и мочварама 1,13 ha док остало земљиште заузима 53,61 ha.

## Делови насеља
Гај, Голо Брдо, Дубрава, Дуленска Река, Крушкова Коса, Малован, Осредак, Ралетинац, Ситан Камен- Јасик, Средина Села и Стражара.

## Знаменитости
- Извор Змајевац
- Манастир Ралетинац
- Црква Светог Теодора Тирона у Великим Пчелицама
- Пчеличка река
- Манастир Денковац
- Етно домаћинство Димовић

- Сеоска школа и црква
- Сеоска школа
- Зграда задруге
- „Заборављена” пумпа за гориво

## Демографија
У насељу Велике Пчелице живи 614 пунолетних становника, а просечна старост становништва износи 55,3 година (53,7 код мушкараца и 56,9 код жена). У насељу има 287 домаћинстава, а просечан број чланова по домаћинству је 2,33.
Ово насеље је великим делом насељено Србима (према попису из 2002. године).
|             | \| Демографија[2] \| Демографија[2] \| Демографија[2] \| \| Година \| Становника \| Становника \| \| -------------- \| -------------- \| -------------- \| \| 1948. \| 2.145 \| \| \| 1953. \| 2.104 \| \| \| 1961. \| 1.890 \| \| \| 1971. \| 1.579 \| \| \| 1981. \| 1.302 \| \| \| 1991. \| 859 \| 848 \| \| 2002. \| 673 \| 678 \| \| 2011. \| 498 \| \| \| 2022. \| 350 \| \| |            |
| Демографија | |            |
| Година      | Становника | Становника |
| 1948.       | 2.145 |            |
| 1953.       | 2.104 |            |
| 1961.       | 1.890 |            |
| 1971.       | 1.579 |            |
| 1981.       | 1.302 |            |
| 1991.       | 859 | 848        |
| 2002.       | 673 | 678        |
| 2011.       | 498 |            |
| 2022.       | 350 |            |

| Етнички састав према попису из 2002.‍ | Етнички састав према попису из 2002.‍ | Етнички састав према попису из 2002.‍ | Етнички састав према попису из 2002.‍ | Етнички састав према попису из 2002.‍ |
| ------------------------------------ | ------------------------------------ | ------------------------------------ | ------------------------------------ | ------------------------------------ |
|                                      |                                      |                                      |                                      |                                      |
| Срби                                 | Срби                                 |                                      | 669                                  | 99,40%                               |
| непознато                            | непознато                            |                                      | 4                                    | 0,59%                                |

| Година пописа     | 1948. | 1953. | 1961. | 1971. | 1981. | 1991. | 2002. |
| ----------------- | ----- | ----- | ----- | ----- | ----- | ----- | ----- |
| Број домаћинстава | 382   | 394   | 429   | 413   | 378   | 309   | 287   |

| Број чланова      | 1  | 2   | 3  | 4  | 5  | 6 | 7 | 8 | 9 | 10 и више | Просек |
| ----------------- | -- | --- | -- | -- | -- | - | - | - | - | --------- | ------ |
| Број домаћинстава | 86 | 118 | 33 | 22 | 16 | 7 | 2 | 2 | 1 | 0         | 2,33   |

| Пол    | Укупно | Неожењен/Неудата | Ожењен/Удата | Удовац/Удовица | Разведен/Разведена | Непознато |
| ------ | ------ | ---------------- | ------------ | -------------- | ------------------ | --------- |
| Мушки  | 312    | 69               | 210          | 28             | 4                  | 1         |
| Женски | 310    | 23               | 203          | 79             | 1                  | 4         |
| УКУПНО | 622    | 92               | 413          | 107            | 5                  | 5         |

| Пол    | Укупно                    | Пољопривреда, лов и шумарство | Рибарство                            | Вађење руде и камена | Прерађивачка индустрија       |
| ------ | ------------------------- | ----------------------------- | ------------------------------------ | -------------------- | ----------------------------- |
| Мушки  | 160                       | 116                           | 0                                    | 0                    | 32                            |
| Женски | 106                       | 92                            | 0                                    | 0                    | 3                             |
| УКУПНО | 266                       | 208                           | 0                                    | 0                    | 35                            |
| Пол    | Производња и снабдевање   | Грађевинарство                | Трговина                             | Хотели и ресторани   | Саобраћај, складиштење и везе |
| Мушки  | 0                         | 0                             | 4                                    | 0                    | 0                             |
| Женски | 0                         | 0                             | 1                                    | 1                    | 0                             |
| УКУПНО | 0                         | 0                             | 5                                    | 1                    | 0                             |
| Пол    | Финансијско посредовање   | Некретнине                    | Државна управа и одбрана             | Образовање           | Здравствени и социјални рад   |
| Мушки  | 0                         | 0                             | 2                                    | 2                    | 0                             |
| Женски | 0                         | 0                             | 0                                    | 1                    | 4                             |
| УКУПНО | 0                         | 0                             | 2                                    | 3                    | 4                             |
| Пол    | Остале услужне активности | Приватна домаћинства          | Екстериторијалне организације и тела | Непознато            | Непознато                     |
| Мушки  | 1                         | 0                             | 0                                    | 3                    | 3                             |
| Женски | 4                         | 0                             | 0                                    | 0                    | 0                             |
| УКУПНО | 5                         | 0                             | 0                                    | 3                    | 3                             |